# 안드로메다자리 에타
안드로메다자리 에타(η Andromedae / η And)는 안드로메다자리의 분광 쌍성이다. G형 거성 2개로 구성된 쌍성계이다. 공전 주기는 115.7일, 겉보기 등급은 +4.403 등급이다.

## 역사

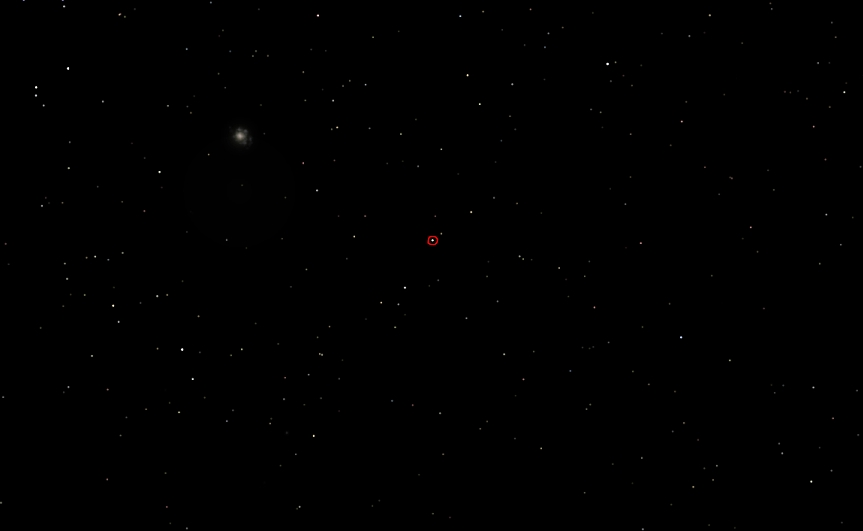
지구 궤도에서 본, 안드로메다자리 η(에타)

안드로메다자리 에타는 이중선 분광 쌍성으로 1899년에서 1900년까지 관측으로 얻어진 일련의 스팩트럼을 분석하면서 발견되었다.
1946년, 분광 관측을 바탕으로 궤도가 계산되었다.
분광학으로만 시선 속도를 관측했기 때문에, 궤도 요소들은 확인할 수 없었다. 1990년에서 92년에 걸쳐 행해진 간섭 관측이 이루어졌다. 이 관측으로 더 정확한 궤도 요소가 측정되었다.

## 위치
안드로메다자리 에타는 아래 그림에서 찾아볼 수 있다.

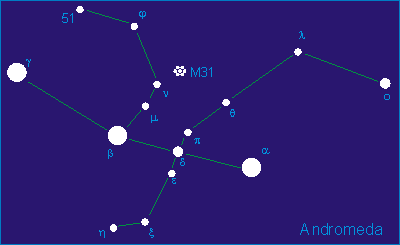
안드로메다자리의 그림

## 겉보기 동반성
129.2 각초 떨어진 곳에 11.5 등급(겉보기)의 동반성이 존재한다.